# Ă
Der Buchstabe Ă (kleingeschrieben ă) ist ein Buchstabe des lateinischen Schriftsystems, bestehend aus einem A mit Breve. In der rumänischen Sprache ist das Ă ein Vokal mit dem Lautwert ə. In der vietnamesischen Sprache ist das Ă ebenfalls ein Vokal, mit dem Lautwert a. In SMS wurde es (und wird teilweise auch jetzt noch) unter anderem im Deutschen, im Französischen, im Dänischen und im Schwedischen als Ersatz für den Digraphen au analog zu Ĕ/ĕ für eu zur Platzersparnis aus pragmatischen Gründen (Zeichenzahlbegrenzung) verwendet. Bei der deutschen wissenschaftlichen Transliteration der bulgarischen Sprache steht das Ă ă für Ъ ъ. 	

## Darstellung auf dem Computer
Unicode enthält das A mit Breve an den Codepunkten U+0102 (Großbuchstabe) und U+0103 (Kleinbuchstabe). In ISO 8859-2 ist das Ă an den Stellen 0xC3 (Großbuchstabe) und 0xE3 (Kleinbuchstabe) kodiert.
In TeX lässt sich das Ă mit den Befehlen \u A und \u a bilden.
Die benannten HTML-Zeichenentitäten lauten &Abreve; und &abreve; .